# Tagansko-Krasnopresněnskaja (linka metra v Moskvě)
Tagansko-Krasnopresněnskaja (rusky Тага́нско-Краснопре́сненская) je jedna z linek moskevského metra. Značí se fuchsiovou barvou, alternativně číslem 7. Má 23 stanic a dlouhá je 42 km.

## Popis, umístění a využití
Linka spojuje severozápad a jihovýchod ruské metropole. Původně existovala jako dvě linky; Taganskaja a Krasnopresněnskaja, první byla otevřena roku 1966 a druhá 1972. Spojeny byly v roce 1975 otevřením trati vedoucí pod centrem města. Patří k nejvytíženějším linkám, denně přepraví přes dva miliony osob. Má dvě depa, Planěrnoje a Vychino. V provozu jsou v současné době osmivozové soupravy typu Moskva.

## Chronologie otevírání nových úseků linky
| Úsek                                    | Datum otevření    | Délka   |
| --------------------------------------- | ----------------- | ------- |
| Taganskaja – Vychino                    | 31. prosinec 1966 | 12,9 km |
| Taganskaja – Kitaj-gorod                | 30. prosinec 1970 | 2,1 km  |
| Barrikadnaja – Okťabrskoje pole         | 30. prosinec 1972 | 7,2 km  |
| Kitaj-gorod – Barrikadnaja              | 17. prosinec 1975 | 4,1 km  |
| Okťabrskoje pole – Planěrnaja           | 30. prosinec 1975 | 9,6 km  |
| Vychino (znovuotevření po rekonstrukci) | 2. říjen 2004     | 0 km    |
| Vychino – Žulebino                      | 9. listopad 2013  | 4,6 km  |
| Spartak                                 | 27. srpen 2014    | 0 km    |
| Kotelniki                               | 21. září 2015     | 1,3 km  |
| Celkem:                                 | 23 stanic         | 42 km   |

## Stanice
- Planěrnaja
- Schodněnskaja
- Tušinskaja
- Spartak
- Ščukinskaja
- Okťabrskoje pole
- Poležajevskaja (přestupní)
- Běgovaja
- Ulica 1905 goda
- Barrikadnaja (přestupní)
- Puškinskaja (přestupní)
- Kuzněckij most (přestupní)
- Kitaj-gorod (přestupní)
- Taganskaja (přestupní)
- Proletarskaja (přestupní)
- Volgogradskij prospekt
- Tekstilščiki
- Kuzminki
- Rjazanskij prospekt
- Vychino
- Lermontovskij prospekt
- Žulebino
- Kotelniki

## Fotogalerie

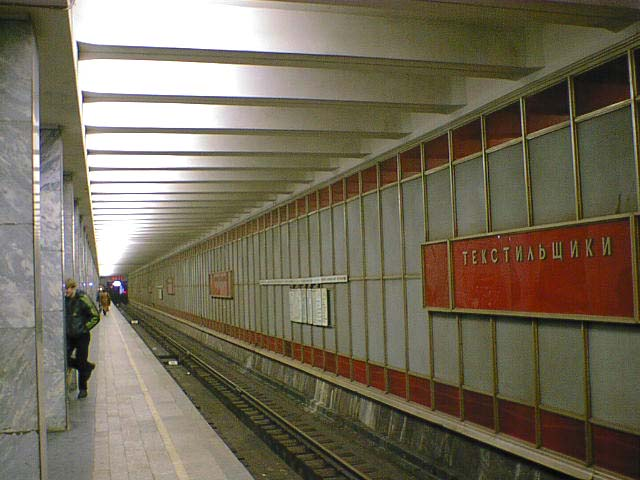
Stanice Tekstilščiki
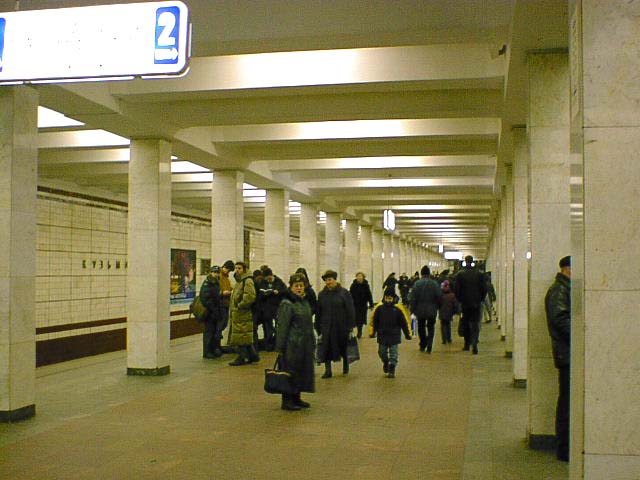
Stanice Kuzminki
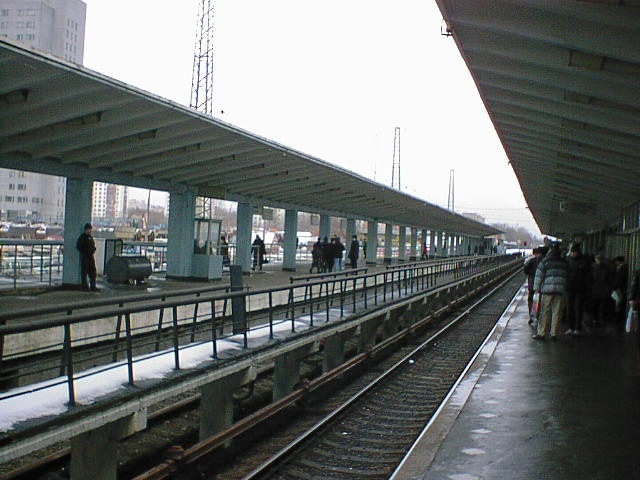
Stanice Vychino
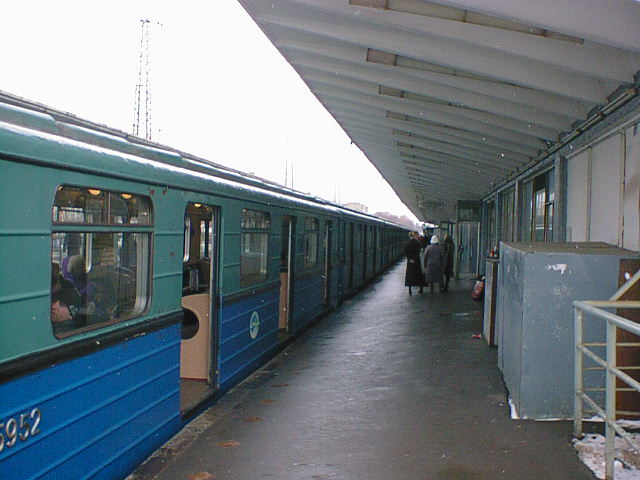
Stanice Vychino